# Marcelo Nascimento da Costa
Marcelo Nascimento da Costa, mais conhecido como Marcelinho (Manacapuru, 24 de agosto de 1984), é um futebolista brasileiro naturalizado búlgaro que atua como meio-campista. Atualmente defende o Operário-AM.

## Carreira

### Ludogorets
Em 24 de janeiro de 2013, após dois anos atuando no Ludogorets, da Bulgária, Marcelinho recebeu o passaporte búlgaro das autoridades locais, o que o tornou elegível para atuar pela Seleção Búlgara. Posteriormente, ele declarou em entrevista que estava feliz em representar o país que lhe recebeu a nível internacional.
Despediu-se do clube búlgaro em junho de 2020, após nove anos e uma coleção de recordes: fixou-se como o atleta com mais partidas vestindo a camisa do clube na Liga Profissional Búlgara (234), além de deter o maior número de gols marcados pelo Ludogorets em competições europeias (15) e o maior número de troféus erguidos com o clube (15).

### Vitória
Foi anunciado pelo Vitória no dia 27 de julho de 2020.

## Títulos
Ludogorets
- Campeonato Búlgaro: 2011–12, 2012–13, 2013–14, 2014–15, 2015–16, 2016–17, 2017–18, 2018–19 e 2019–20
- Copa da Bulgária: 2011–12 e 2013–14
- Supercopa da Bulgária: 2012, 2014, 2018 e 2019

### Prêmios individuais
- Melhor estrangeiro do Campeonato Búlgaro: 2013
- Melhor meia do Campeonato Búlgaro: 2017
- Atleta do ano no Campeonato Búlgaro (eleito pelos futebolistas): 2015 e 2017